# Mjölnir

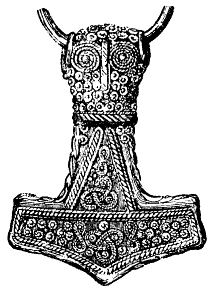
Mjölnir

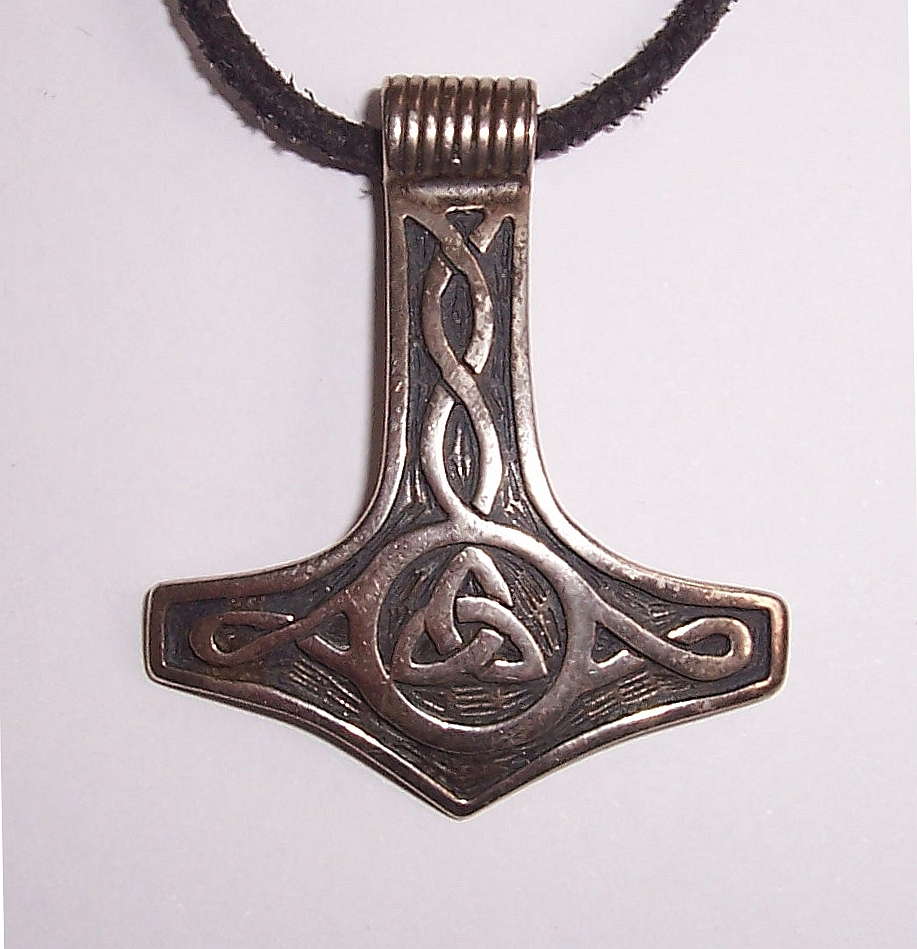
Modern Mjölnir

A Mjölnir (vagy Mjöllnir, Mjollner, Mjølnir, Mjølner) a skandináv mitológiában Thor villámisten ősi fegyvere volt. Eleinte ez kőkalapács (kőbalta) volt, de a Próza-Eddában, amikor a kovács törpék (dvergek) az ázok kincsét kovácsolták, már vaskalapácsról volt szó. Az emberek azt gondolták, ha Thor megforgatta kalapácsát, akkor dörgött az ég. Használat során, ha Thor elhajította, az visszatért kezébe, akár egy bumeráng. Thor Mjölnir segítségével győzte le a Midgard-kígyót, azonban a kígyó mérge ráfröccsent az istenre és megmérgezte. Thor halála után fiai átvették az uralmat és megtalálták apjuk csodálatos fegyverét.

## Etimológia
Maga a Mjölnir szó szimplán azt jelenti, hogy morzsoló (maga a szó etimológiailag a magyar molnár szóval is rokonságban áll).
Összefüggésben van az izlandi "mölva" igével, amely összezúzást jelent, és a "mala" őröl, darál jelentésével, de a "mala" szó majdnem az összes európai nyelvben feltűnik, például a szláv "melvo" és "molotu" (kalapács), a görög "mylos" (malom), a holland "meal" (liszt), az orosz "molot" (kalapács), valamint a latin "mola" (malom) és "malleus" (kalapács).
Az angol liszt ("meal") és malom ("mill") szavak közeli rokonok, de a fakalapács ("mallet") és a molnár latin gyökérből ered.
Habár a Mjölnir névből kiderül, hogy mekkora ereje van, felmerülhet azonban az a gondolat is, hogy hivatkozik Thor földműves természetére, hiszen ő a fegyvert viselő parasztok támogatója volt a skandináv mitológiában, és a parasztok is Thort tisztelték a legjobban.
Egy alternatív teória szerint elképzelhető, hogy a Mjölnir szó kapcsolatban van az orosz молния (molnyija) és a walesi "mell"-t szóval (mindkét szó jelentése villámlás). Ez a teória párhuzamban van azzal a ténnyel, hogy Thor a mennydörgés és villámlás istene is volt, és arra használta fegyverét, hogy villámokat szórjon.

## Áttekintés
Mjölnir a legfélelmetesebb fegyver volt az északi pantheon arzenáljában és arra tervezték, hogy legyőzzék vele kihívójukat.
Sokféleképpen ábrázolták, például baltaként, kalapácsként és bunkósbotként is. Azt tartották róla, hogy használója képes felülmúlni az óriásokat és hegyeket emelni egyetlen ütéssel.
Legenda vette körül a harci kalapács eredetét is: néhány elmélet szerint a sötételfek vagy törpék készítették (a föld alatt éltek, ott, ahol az Yggdrasil gyökerei eredtek), vagyis Eitri és Brokk készítette a furfangos és számító Loki parancsára. Mások úgy tartották, hogy az égből szállt le meteoritként. Következésképpen sok északi pogány hitte azt, hogy a villámlások Mjölnir földi megnyilvánulásai. Mjölnirt sokszor kilincsként vagy nyélként ábrázolták. A Tiwaz rúnát általában Tyr isten szimbólumának tartották, mások szerint azonban ez Thor kalapácsát jelentette. Jelenthette még a termékenységet, egy phallos ami beteríti, átitatja a földeket. Néha Thor kalapácsa olyan volt, mint egy bumeráng. Általában egyszerű harci kalapácsként használták. Sok kapcsolat volt Thor "bumeráng" kalapácsa és a frank Francisca hajító kalapács között.

## Készítése
Mjölnir készítésének mítoszát a legnépszerűbb változatban Snorri Eddájában, a Skáldskaparmál versében találjuk meg.
A történet szerint az ármányos Loki öncélúan felkereste a törpéket, akiket Ivaldi (vagy Ovaldi) fiainak hívtak és sok értékes dolgot készítettek az isteneknek, mint Odin lándzsáját, a Gungnirt, vagy Frey elsüllyeszthetetlen hajóját, a Skidbladnirt. Loki a fejét ajánlotta Sindri (vagy Eidri) és testvére, Brokk számára. A fogadás szerint soha nem fognak olyan csodálatos dolgot készíteni, mint Ivaldi fiai.
A fogadást elfogadták és a két testvér egyből munkához is kezdett. Eitri egy disznónak a bőrét tette a kohóba és azt mondta Brokknak, hogy folyamatosan izzítsa a kohót addig amíg ő vissza nem jött és ki nem vette, ami benne volt.
Brokk szorgalmasan dolgozott, azonban Loki egy légy képében beszállt a kovácsműhelybe és megcsípte Brokk karját. Brokk azonban nem hagyta abba a kohó izzítását. Mikor Eitri visszajött, kivette a kohóból Gullinburstit, ami Freynek a vaddisznója volt csillogó sörtékkel. Ezután Eitri egy kis aranyat tett a kohóba és ugyanazokat a parancsokat adta testvérének, mint az előbb. Ám Loki ismét visszatért a légy képében és megcsípte Brokk nyakát kétszer olyan erősen, mint ahogy az előbb. Azonban Brokk nem hagyta abba az izzítást. Mikor testvére visszatért, kivette a kohóból Draupnit. Odin gyűrűjét, amely replikázta magát minden kilencedik éjszakán.
Eitri ekkor vasat öntött a kohóba, hasonló utasításokkal, mint az előbbi két esetben, azonban Loki ismét megjelent és szemhéjon csípte Brokkot, sokkal erősebben, mint azt az előzőekben tette. Brokknak a vérzés miatt szüneteltetnie kellett a munkát. Mikor Eitri visszajött kivette a kohóból Mjölnirt. Ám a kalapács nyele rövidebb volt (egykezes lett kétkezes helyett) és a nyele sem volt merőleges a fejrészére. Ám a fegyver így is csodálatosan erős lett. A törpe testvérpár megnyerte a fogadást – Loki fejét –, de nem lehetett teljesíteni, mert a nyakát is le kellett volna vágniuk, ami nem volt benne a fogadásban. Brokk erre összevarrta Loki száját, hogy megleckéztesse.
Thor birtokában volt félelmetes fogata, melyet két csodálatos kecske húzott, varázslatos öve, és vaskesztyűje, amivel fel bírta emelni Mjölnirt, azonban mindig csak kalapácsa volt a róla szóló kalandok központjában. A fegyver erejét mi sem bizonyítja jobban, mint az, hogy sokszor megpróbálták már elvenni Thortól.
Snorri Eddája jól leírta, hogy a Mjölnirnek milyen különleges képességei voltak:
Thor olyan gyorsan tudott vele támadni, ahogy csak akart, habár ha ő célt tévesztett, a kalapács soha nem tévedett, ha eldobta valamire, az soha nem hibázott és soha nem szállt olyan messzire, hogy ne találja meg a visszavezető utat gazdájához, és akár olyan kicsivé vált, hogy az istenség kényelmesen hordhatta tunicája alatt.